# Хань Юйтун
Хань Юйту́н (кит. упр. 韩雨桐, пиньинь Hán Yǔtóng, род. 16 сентября 1994 года в Гирине, провинция Цзилинь) — китайская шорт-трекистка, чемпионка мира 2014 года, участница зимних Олимпийских игр в Пхёнчхане 2018 года. Окончила в 2015 году Цзилиньский институт физического воспитания.

## Биография
Хань с раннего детства каталась на коньках, а возрасте 11 лет серьёзно занялась тренировками в шорт-треке. 7 января 2012 года Хань Юйту́н из команды автономной префектуры Яньбянь заняла третье место в финале 12-х Национальных зимних игр по конькобежному спорту в гонке преследования на семь кругов. Впервые на международном уровне выиграла серебряную медаль на чемпионате мира среди юниоров 2012 года в Мельбурне.
Весной 2012 года она вошла в состав национальной сборной. На следующем чемпионате мира среди юниоров в Варшаве она выиграла на дистанции 500 м, а также завоевала серебро в составе эстафеты, бронзовая медаль досталась ей по сумме многоборья и на дистанции 1000 метров. В 2014 году она выиграла серебро на юниорском чемпионате в Эрзуруме на дистанции 500 м и бронзу в эстафете.
Также в 2014 году она участвовала на чемпионате мира в Монреале и выиграла эстафетный забег в составе команды Китая. Через год 11 февраля 2015 года на 27-й зимней Универсиаде в Гранаде Хань Юйту́н, выпускник Цзилиньского института физического воспитания, завоевала бронзовую медаль в беге на 1500 м, а 12 февраля в финале на 500 м выиграла золотую медаль и установила новый рекорд Зимних игр со временем 43,573 сек. Позже выиграла золото и в эстафетной гонке.
В марте на чемпионате мира в Москве она в составе эстафеты завоевала серебряную медаль, а в общем зачёте заняла 10-е место. В ноябре на Кубке мира мира в Торонто она во второй раз завоевала медаль на дистанции 500 метров. В финале женской эстафеты заняла второе место. В январе 2016 года завоевала серебряную медаль в финале 13-х зимних Национальных игр на дистанции 500 метров.
В марте на Национальном чемпионате по  по шорт-треку Хань Юйтун, восстановившаяся после травмы, выиграла соревнования на дистанциях 500 м, 1000 м и 3000 м, завоевав таким образом золотую медаль в многоборье. 12 февраля 2017 года, на шестом этапе Кубка мира сезона 2016-17 на дистанции 1000 метров она завоевала вторую золотую медаль для сборной Китая в этом соревновании. В марте на национальном чемпионате в составе команды Цзилиня выиграла золотые медали на 1500 и 500 метров.
8 октября 2017 года выиграла женскую эстафету в Дордрехте. 12 ноября 2017 года на этапе в Шанхае в составе команды заняла 2-е место в эстафете. 25 ноября Хань Юйтун выиграла финал на 1500 метров на Суперкубке FIS. 26 ноября Гран-при завершил соревнования в смешанной командной эстафете, где была одержана победа.
В феврале 2018 года на зимних Олимпийских играх в Пхёнчхане заняла на дистанции 500 м 12-е место, на 1500 м - 9-е место и в эстафете стала 7-й с командой. В следующих сезонах 2018/19 и 2019/20 годах выиграла на кубке мира ещё 4-е золотых, 5 серебряных и 4 бронзовых медали, как в личных дисциплинах, так и в эстафетах. 27 ноября 2021 года Хань Юйту́н заняла 2-е место в финале группы В на дистанции 1500 м на этапе Кубка мира в Дордрехте.
В январе 2022 года на 2-м этапе отбора на Олимпиаду она выиграла в беге на 500 м и 1000 м и квалифицировалась на Олимпийские игры 2022 года.

## Победы на Кубке мира
| Номер | Дата            | Место                  | Дисциплина |
| ----- | --------------- | ---------------------- | ---------- |
| 1.    | 13 декабря 2014 | Шанхай, Китай          | 1500 м     |
| 2.    | 20 декабря 2014 | Сеул, Республика Корея | 1000 м     |
| 3.    | 12 февраля 2017 | Минск, Беларусь        | 1000 м     |
| 4.    | 10 ноября 2019  | Монреаль, Канада       | 1000 м     |

## Награды
- 2011 год - названа Элитной спортсменкой национального класса главным управлением спорта Китая
- 2014 год - названа Элитной спортсменкой международного класса главным управлением спорта Китая